# パウダルコ
パウダルコ（学名：Handroanthus impetiginosus、英名：Ipê、Pau d'arco、Ipe-roxo）は、中南米原産のノウゼンカズラ科の樹木である。ブラジルの国花。

## 特徴
メキシコからコスタリカ、ブラジル、アルゼンチンにかけて分布する。高さ8mから、最大20mにもなる高木。冬季に落葉する。
牧草地から熱帯雨林まで、様々な環境で見ることができる。
花季は冬季（落葉期）で、12〜14cm程度の花序の先に、長さ5cm程度の細い鐘上の花を球上につける。花色は紫だが、咲き始めは淡く、薄紫や桃色である。
果実は、長さ30〜35cmにもなり、下垂する。

## 利用

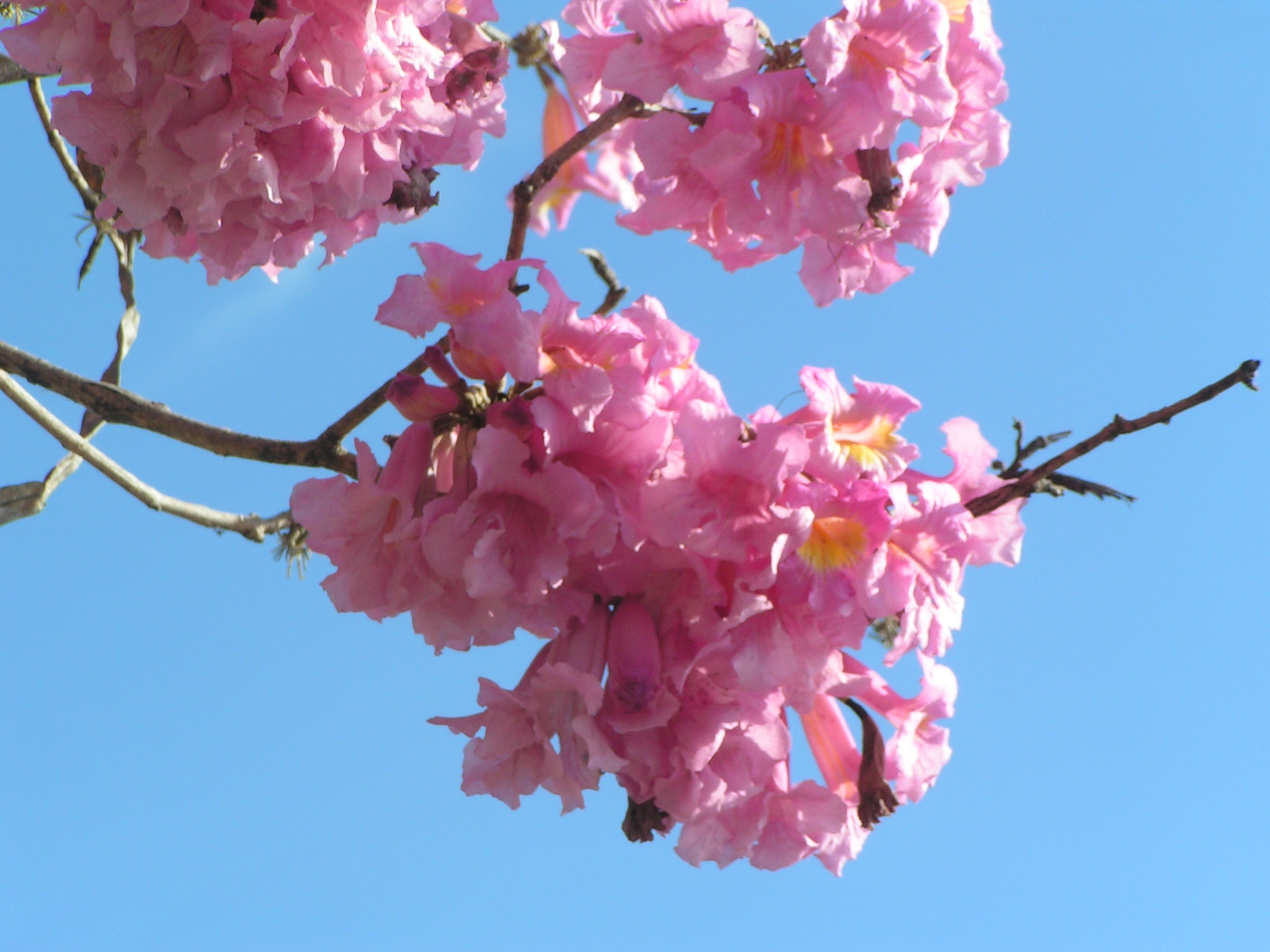
パウダルコの花序

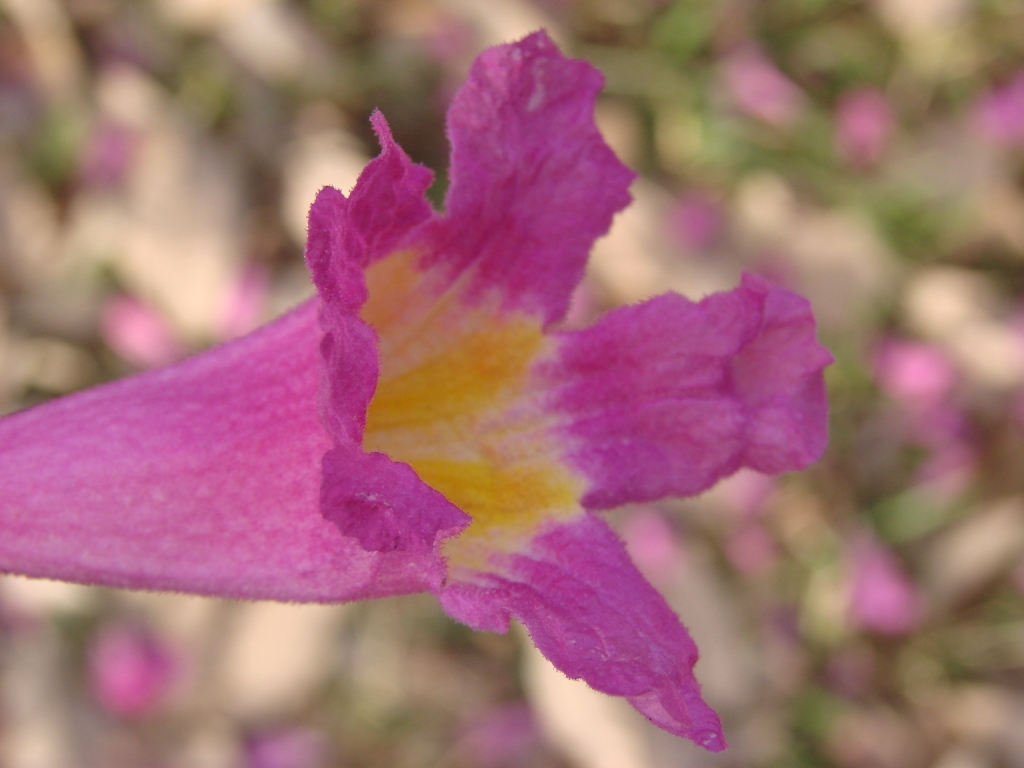
花の拡大図

### 木材
国花にもなっているブラジルにおいては、彫刻や建設用の材として利用されており、個体数が減少している。
日本においても、本種を含む Tabebuia 属の植物 の木材を「イペ」と名称して利用している。耐腐食性が高く、建築用材、フローリング、船舶の甲板材などを主な用途とする。その詳細については、イペを参照のこと。

### 植栽
日本では、沖縄県において、街路樹などとして植栽されている。沖縄での開花期は2〜4月。日当たりの良く、風当たりの弱い場所を好み、実生・挿木・取木なので殖やす。沖縄で植栽が行われたのは、南米移民が沖縄に戻る際に、本種を持ち込んだのが起源と考えられている。

### 薬用

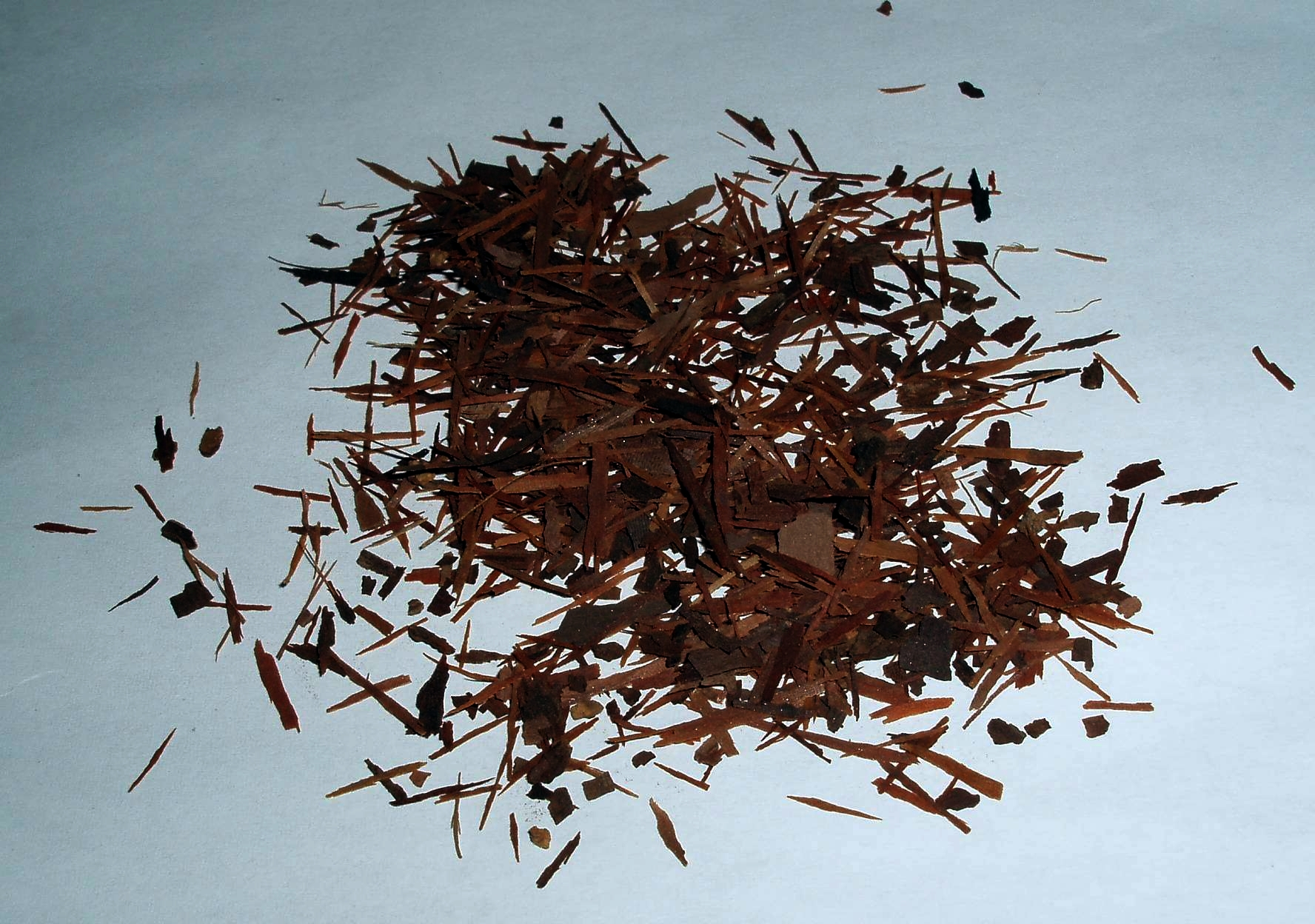
パウダルコの樹皮を乾燥させたラパチョ (Lapacho)

利用部位は樹皮の内側の層で、パウダルコはラパチョの原料として、昔からマラリア、貧血、大腸炎、呼吸器障害、風邪、咳、真菌感染症、熱、喘息、リウマチ等に利用されていた。南米ではパウダルコを強壮、抗炎症、抗細菌、抗真菌（カンジタ症など）、緩下、梅毒、消化器機能不全、ガン、糖尿病、前立腺炎、便秘やアレルギーに効果があるとして、民間療法に使用されてきた。
米国や欧州では、ハーブ治療としてパウダルコは鎮痛薬、抗酸化、緩下、駆虫薬、抗細菌、抗真菌、抗ウイルス、抗炎症として用いられている。またその緩下作用は消化管に吸着している毒性物質を一緒に排除すると考えられている。また発熱（風邪、インフルエンザ）、梅毒、ガン、呼吸器障害、腫脹、皮膚潰瘍形成、赤痢、消化器系不全、関節炎、前立腺炎、循環器系障害等には、内服、外用の両方で用いられている。
ほかの分野では、ループス腎炎、糖尿病、消化性潰瘍、白血病、アレルギー、肝疾患等に使用したことが報告されている。すでに真菌症（カンジタを含む）の治療に用いられていることはよく知られている。
ただし、アメリカ癌協会は、パウダルコから作られたラパチョについて、癌を抑制する効果がないばかりか、重大な副作用を懸念するとして、使用しないように報告している。日本の国立栄養研究所は、人での有効性について信頼できるデータが無く、過剰摂取では激しい吐き気、嘔吐、めまい、下痢、貧血、出血傾向、場合によっては重篤な悪影響を引き起こすとしている。また妊娠中・授乳中の経口使用も危険性が高いとしている。
日本ではタヒボの名で健康飲料として焙煎用の乾燥品が販売されている。

## トリビア
かつて1991年にJR東海が「タヒボベビーダ」の名で缶飲料として新幹線の駅構内で販売したが、短期間で市場から姿を消した。

## 画像

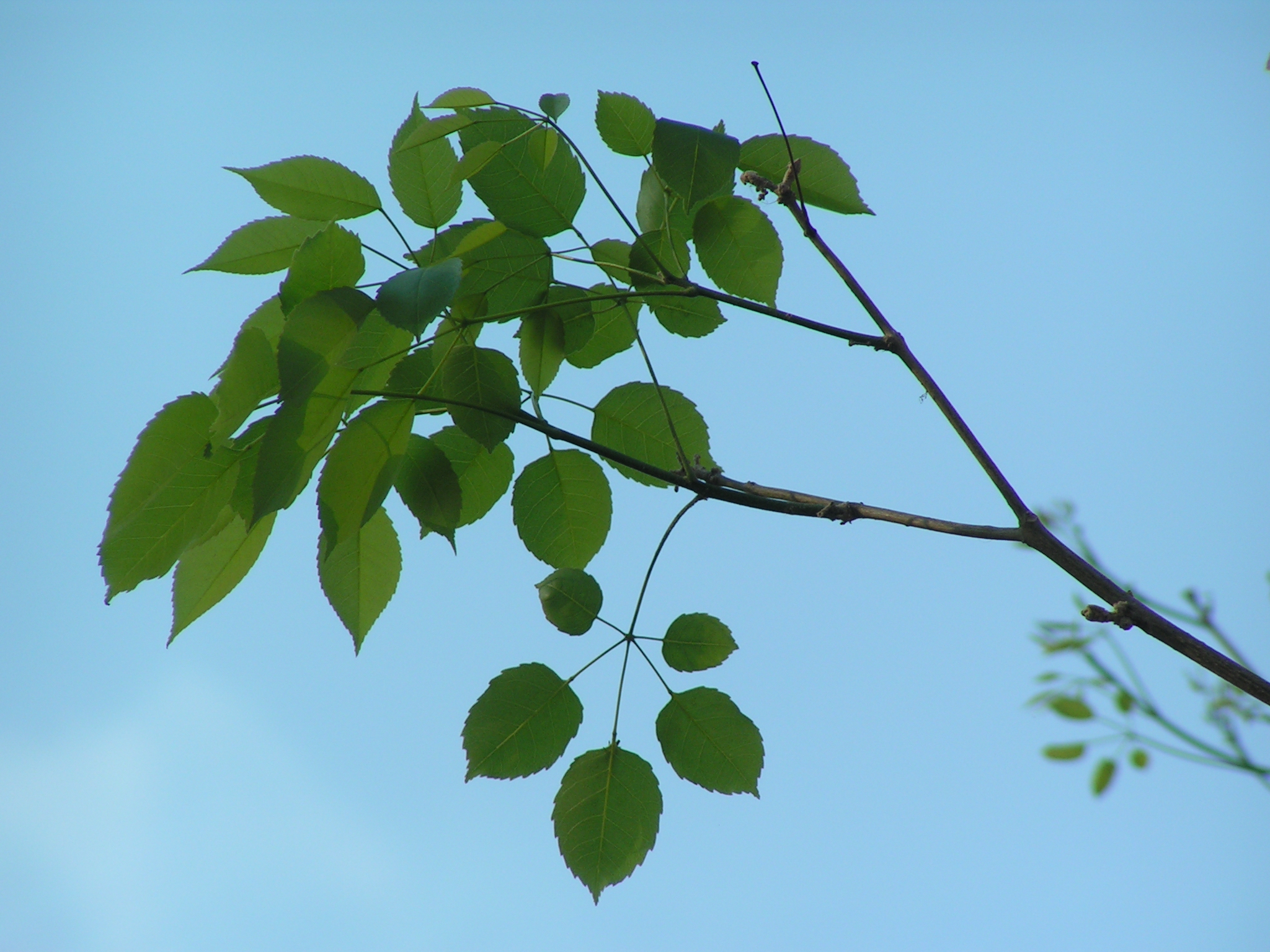
パウダルコの枝
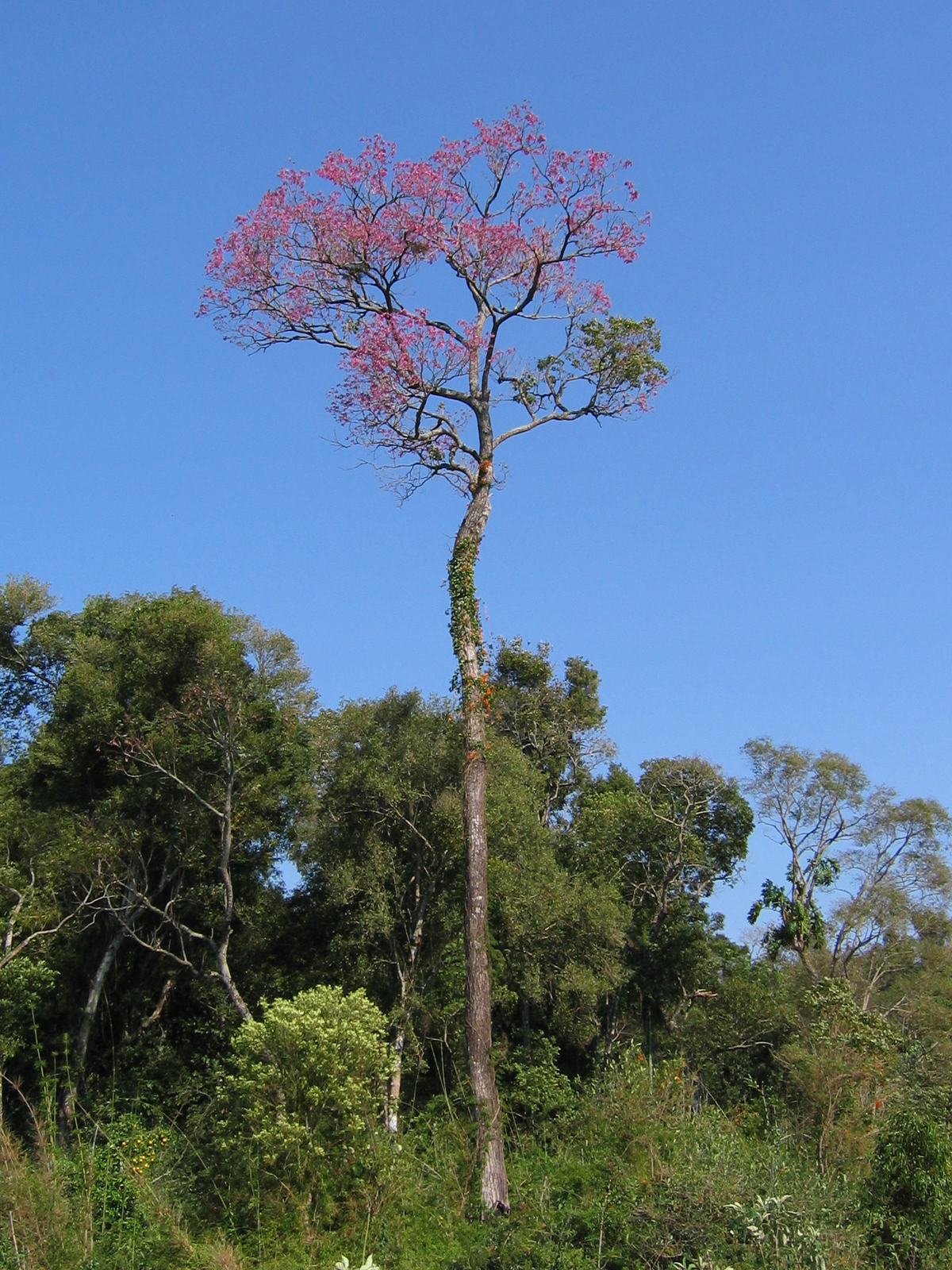
野生のパウダルコ
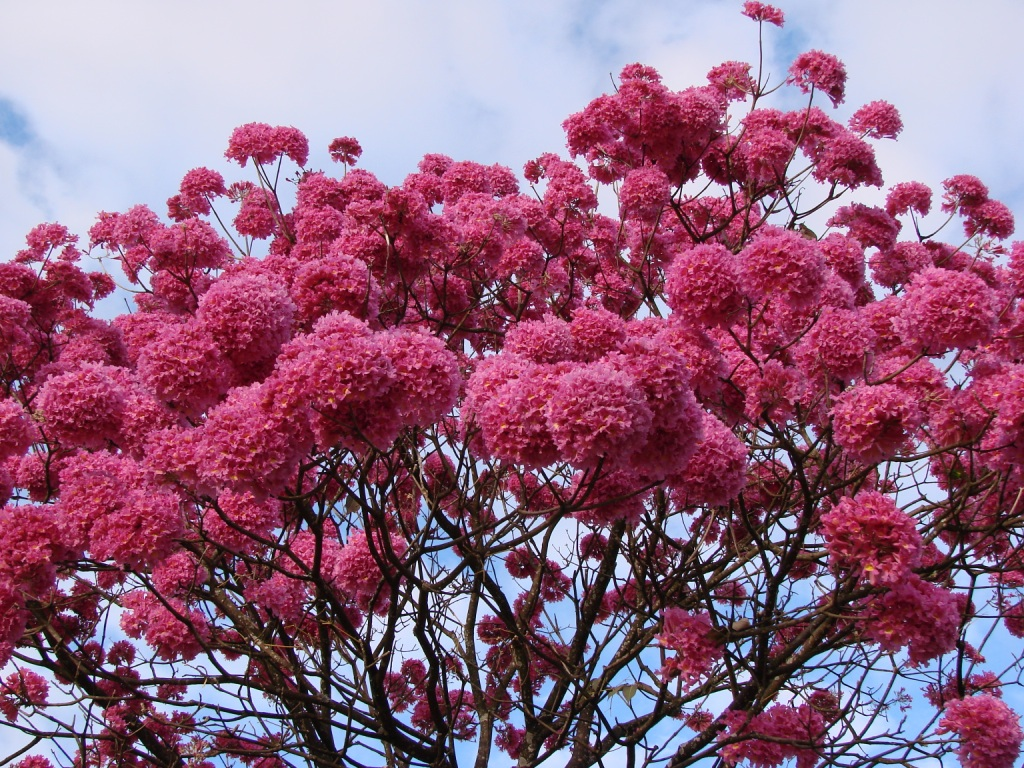
ブラジルに生えているパウダルコ
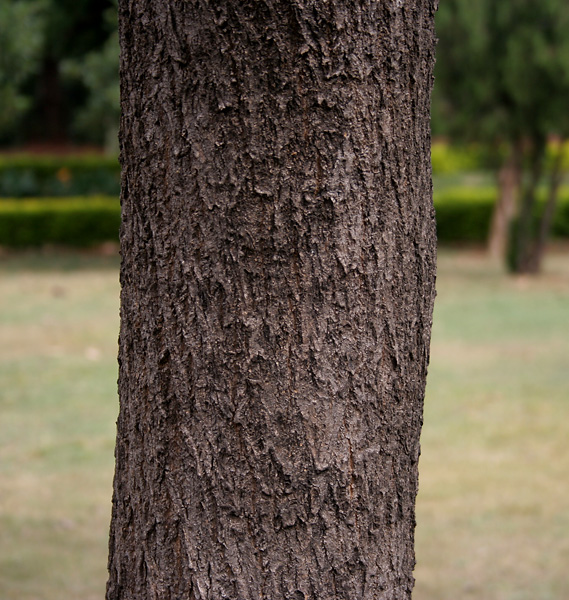
幹